# Uomini e lupi (film 1998)
Uomini e lupi è un cortometraggi documentario del 1998 diretto da Daniele Vicari al quale è stato attribuito il premio Sacher.

## Trama
Vengono descritte le dure condizioni di pastori provenienti dalla Macedonia che vivono isolati sui monti del Gran Sasso.